# Thamnornis chloropetoides
Thamnornis chloropetoides là một loài chim trong họ Bernieridae.